# Nicola Abbagnano
Nicola Abbagnano (15. července 1901 Salerno – 9. září 1990 Milán) byl italský filozof, představitel pozitivního existencialismu.
Jako první italský filozof našel cestu k existencialismu. Od roku 1936 profesorem v Turíně. Existenci definoval jako „hledání bytí, v kterém se člověk bezprostředně angažuje“.

## Dílo
- 1936: Il principio della metafisica
- 1939: La struttura dell'esistenza
- 1942:Introduzione all'esistenzialismo
- 1948:Esistenzialismo positivo
- 1967:Problemi di sociologie (2. vyd.)
- 1967:Filosofia, religione, scienza (2. vyd.)
- 1968:Pro e contro l'uomo
- 1974:Storia della filosofia, 3 zv. (3. vyd.)